# Automolis bipartita
Automolis bipartita är en fjärilsart som beskrevs av Sergius G. Kiriakoff 1973. Automolis bipartita ingår i släktet Automolis och familjen björnspinnare. Inga underarter finns listade i Catalogue of Life.